# Lakusalo
Lakusalo är en ö i Päijännesjön i Finland. Den ligger i sjön Päijänne och i kommunen Sysmä i den ekonomiska regionen  Lahti  och landskapet Päijänne-Tavastland, i den södra delen av landet, 170 km norr om huvudstaden Helsingfors. Öns area är 1,15 kvadratkilometer och dess största längd är 1,9 kilometer i sydöst-nordvästlig riktning.